# تونوكوتيه
شعب تونوكوتيه في سنتياجو الإقليم التابع للغات لولى-بليلا شعب التونوكوتيه: هم طائفة من السكان الأصليين الذين يسكنون محافظات سنتياجو دي استيرو وتوكومان في الأرجنتين.
جنبا إلى جنب ومع الشعوب الأخرى في توكومان القديمة، وقد ادعي الإسبان المحلفون تشويه كلمة كيتشوا التي تعنى ناندو، التي أطلقوها علي السكان الأصليين الذين يرتدون ثوبًا من ريش هذا الطائر وانتقلوا في مجموعات محددة. وبمرور الوقت وفي نهاية عام 1574 ظهر في وثيقة أن شعب التونوكوتيه قد استوطنوا بالداخل.

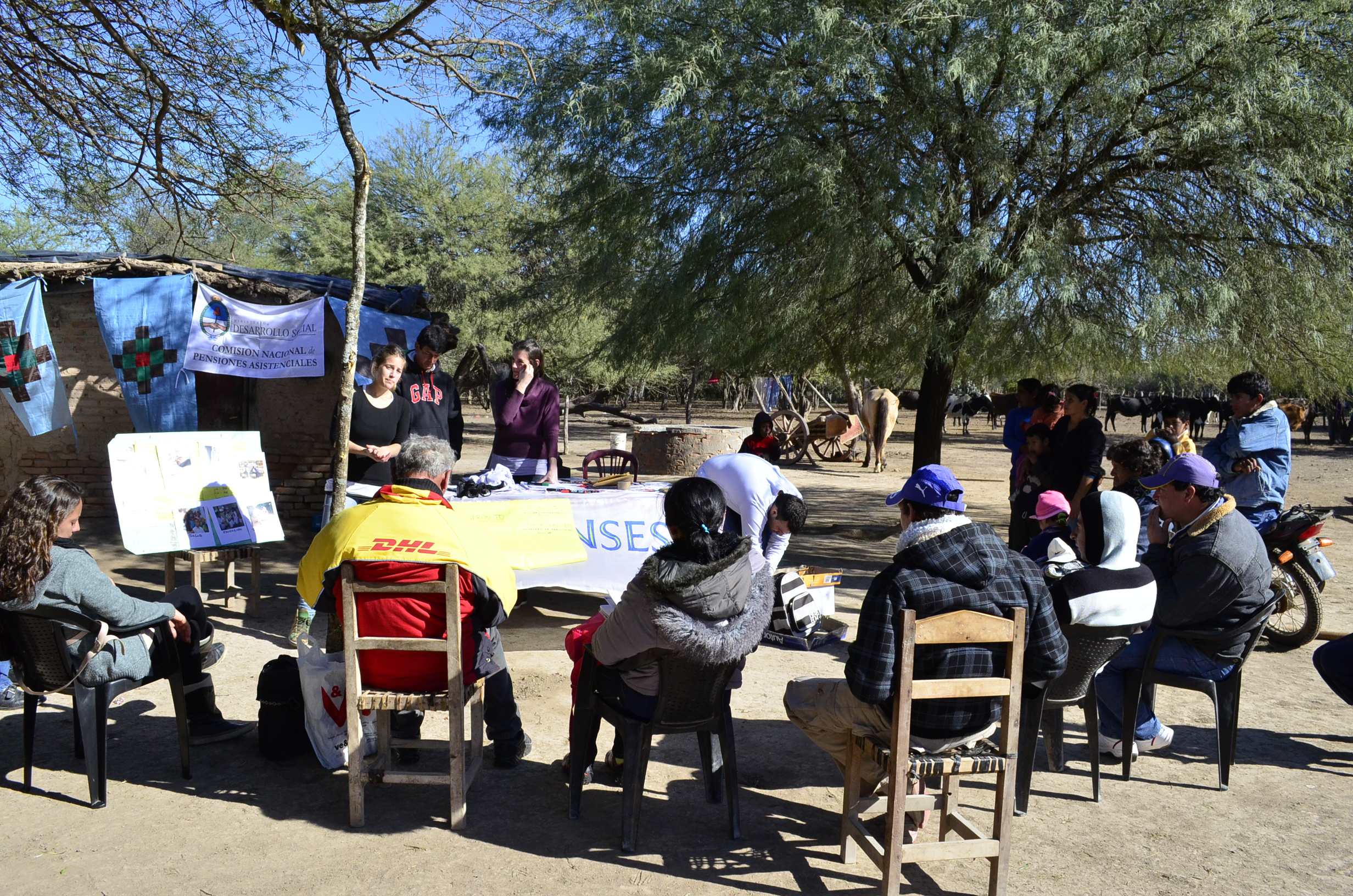
مجتمع التونوكوتيه بسانتياجو دي استيرو

وكانوا ينتمون إلي براسيليدو، وهم يتميزون بالطول المتوسط والوجه المدور والأنف المتوسطة، وقد اكتسبوا تقاليد الإنديز واستقروا بها وعملوا بالزراعة وصيد الطيورووصيد السمك.
وفي العصور قبل الإسبانية كانوا يسكنون وسط منطقة في جنوب سواحل سانتياجو وسكنوا في المنطقة الحالية بسنتياجو أيضًا. ويحدهم من الشمال لوليس ومن الجنوب سانابرونس ومن الغرب دياجيتاس ومن الشرق نهر سالادو.
وقد أنشأوا تلالًا علي بعد ارتفاعات اصطناعية من الأرض. وقد قاموا باستخدام الفيضانات السنوية لأنهار دولسي وسالادو في رى محاصيلهم وهي: الذرة والكينا والفاصوليا والقرع.

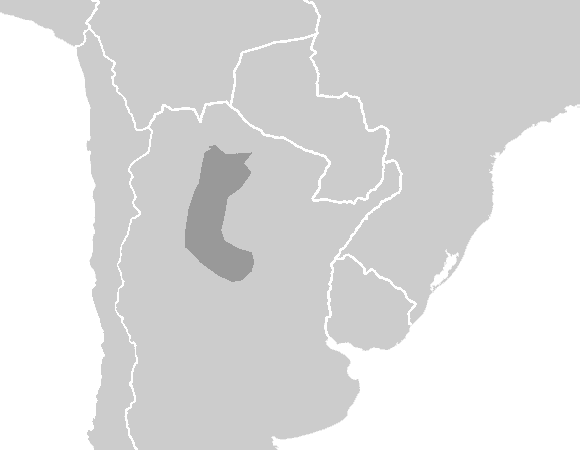
الأراضي التابعة للغات لولي - فيللا.

وتأثروا تأثيرًا كبيرًا بثقافات الإنديز.كما قاموا بتربية حيوان اللاما والنعام الامريكى. وعملوا أيضًا بالخروب وأنواع التونة والكاكاو. وقد برعوا في صناعة الفخار فقاموا بعمل أوعية كبيرة لحفظ الموتي وذلك بدافع الصناعة الجيدة. وعرفوا أيضًا المعادن البدائية وطوروا الأنسجة والحلى.
وكان الآله الرسمي يدعي كاكنتشيك وكانوا يمتلكون خصائص جيدة ورديئة في نفس الوقت، واعتبروه الحارس للأراضى المزروعة.
وقد حافظوا فقط علي كلمتين من لغتهم الأصلية: جاستا بمعني شعب وجوالمبا بمعني كبير، ودرست بواسطة بادري ألونسو ديه بارسانا، ولكن لم يحافظوا على أي كتابة.
شعب التونوكوتيه الحالى يعتبر من أحفاد الهجناء لشعب التونوكوتيه القديم وتحدثوا لهجة خاصة مشتقة من الكوتشيه السنتياجو. وتم تقسيمهم إلي تسعة عشر مجتمعًا ريفيًا مع مايقرب ستة آلاف مقيم في مراكز سان مارتن وفيجروا وابيانيدا.

## المجتمعات

### في مركز البردى
```
مجتمع السكان الأصليين المستوليتو (من مستوليتوس)
```

### في مركز الابيانيدا
```
مجتمع السكان الأصليين التونوكوتيه ميالين نوابا (من فيلا موالن) 
```

مجتمع السكان الأصليين التونوكوتيه البريايوخ
```
مجتمع السكان الأصليين تاغو سمبريانا (من سان انتونيو دي كوبو) 
```

خطوة واسعة
```
بوثوموسوخ 
```

سان روكي
```
تالااتون
```

### في مركز سان مارتن
```
مجتمع السكان الأصليين اللينتون
البيضاء
```

### في مركزفيجروا
```
مجتمع السكان الأصليين من النحاتين 
```

## الوصلات الخارجية
```
       
Pro Diversitas
```